# 리오그란데강
리오그란데강(Rio Grande)은 미국과 멕시코를 통과하는 강으로, 멕시코에서는 리오브라보강 또는 리오브라보델놀테(Río Bravo del Norte)라 불리며, 길이는 3,051 km이다. 콜로라도주 남쪽에서 발원하여 뉴멕시코주를 가로질러 텍사스주로 들어온 다음 미국과 멕시코 국경을 따라 멕시코만으로 흐른다. 이 강을 경계로 앵글로아메리카와 라틴아메리카를 구분한다. 리오그란데란 이름은 강(River)을 뜻하는 스페인어 리오(Rio)와 크다(Large, Great)는 뜻의 스페인어 그란데(Grande)를 합한 말이다. 리오브라보에서 스페인어 브라보(bravo)는 용감한(brave)을 뜻한다. 리오브라보델놀테는 '북 쪽에 있는 브라보강'이란 뜻이다.

## 같이 보기
- 치와와 사막